# Nirei Fukuzumi
Nirei Fukuzumi (Japans: 福住 仁嶺, Fukuzumi Nirei) (Tokushima, 24 januari 1997) is een Japans autocoureur.

## Carrière
Fukuzumi begon zijn autosportcarrière in 2010 in het karting, waarin hij tot 2013 actief bleef. In 2014 maakte hij de overstap naar het formuleracing en won bij zijn debuut direct de West-klasse van het JAF Japanse Formule 4-kampioenschap.
In 2015 maakte Fukuzumi zijn Formule 3-debuut in het Japanse Formule 3-kampioenschap voor het team HFDP Racing als protegé van Honda. Tijdens het voorlaatste raceweekend op de Twin Ring Motegi behaalde hij pole position en de snelste ronde voor beide races, die hij ook allebei wist te winnen. Met vier andere podiumplaatsen werd hij vierde in de eindstand met 72 punten. Daarnaast nam hij deel aan één race van de Super GT op het Sportsland SUGO voor het team Autobacs Racing Team Aguri als gastrijder.
In 2016 maakte Fukuzumi de overstap naar Europa om deel te nemen aan de GP3 Series voor ART Grand Prix, dat een nauwe samenwerking heeft met Honda en het Formule 1-team McLaren. Hij begon het seizoen met een derde plaats in zijn eerste race op het Circuit de Barcelona-Catalunya, maar zakte later weg. Aan het eind van het seizoen behaalde hij weer twee podiumfinishes op het Sepang International Circuit en het Yas Marina Circuit. Hierdoor eindigde hij als zevende in het kampioenschap met 91 punten.
In 2017 bleef Fukuzumi in de GP3 rijden voor ART Grand Prix. In de eerste race van het seizoen in Barcelona behaalde hij zijn eerste overwinning in het kampioenschap en later op het Circuito Permanente de Jerez voegde hij hier een tweede overwinning aan toe. Met 134 punten werd hij achter zijn teamgenoten George Russell en Jack Aitken derde in het kampioenschap.
In 2018 maakte Fukuzumi de overstap naar de Formule 2, waarin hij reed voor het team Arden International. Dit deed hij dat jaar in combinatie met een gedeeltelijk programma in de Japanse Super Formula, waarin hij vier van de zeven races uitkwam voor het Team Mugen. In beide kampioenschappen kende hij echter een teleurstellend seizoen; in de Formule 2 werd hij met een zesde plaats op de Hungaroring als beste resultaat zeventiende in het kampioenschap met 17 punten, terwijl hij in de Super Formula geheel puntloos bleef.